# Abruzja
Abruzja (wł. Abruzzo) – region administracyjny we Włoszech, leżący w centralnej części Półwyspu Apenińskiego, nad Morzem Adriatyckim. Graniczy z regionami Marche, Lacjum i Molise.
Ważniejsze miasta: Pescara (główny port), Chieti, Teramo.
Większą część powierzchni obejmują Apeniny Środkowe (Corno Grande 2912 m n.p.m. oraz Monte Amaro 2795 m n.p.m.). Głównymi rzekami są Vomano, Pescara, Sangro i Trigno. W Apeninach znajduje się jezioro Fucino.
Nad morzem występują liczne kąpieliska, a w górach ośrodki sportów zimowych.

## Podział administracyjny

Podział administracyjny Abruzji

Region Abruzja jest podzielony na 4 prowincje, jako jednostki administracyjne niższego szczebla:
- prowincję Chieti;
- prowincję L'Aquila;
- prowincję Pescara;
- prowincję Teramo.

## Historia
W starożytności Aprutium, zamieszkiwane przez plemiona italskie. W 304 r. p.n.e. podporządkowana Rzymowi. W VII w. podbita przez Longobardów, jej północna część stała się trzonem księstwa Spoleto, a część południowa (Molise) znalazła się pod kontrolą Księstwa Benewentu. Od IX w. nazywana Abruzja. Od XII w. we władaniu Normanów, w składzie Królestwa Sycylii. Poparła cesarza Fryderyka II (który w 1240 założył miasto L’Aquila) w jego walce z papiestwem. Po upadku Hohenstaufów od połowy XIII w. we władaniu kolejno Andegawenów (od 1282 w Królestwie Neapolu), później królów Hiszpanii i Burbonów. Od 1861 w zjednoczonym Królestwie Włoskim.

## Gospodarka
Abruzja to region rolniczo-przemysłowy. Uprawia się tutaj zboża, ziemniaki, buraki cukrowe, winorośl, drzewa owocowe, oliwki oraz warzywa. Hoduje się bydło i owce. Występuje rybołówstwo morskie. Wydobywa się gaz ziemny i boksyty.

## Polityka
Prezydentem regionu jest od 2019 Marco Marsilio (FdI).

## Galeria

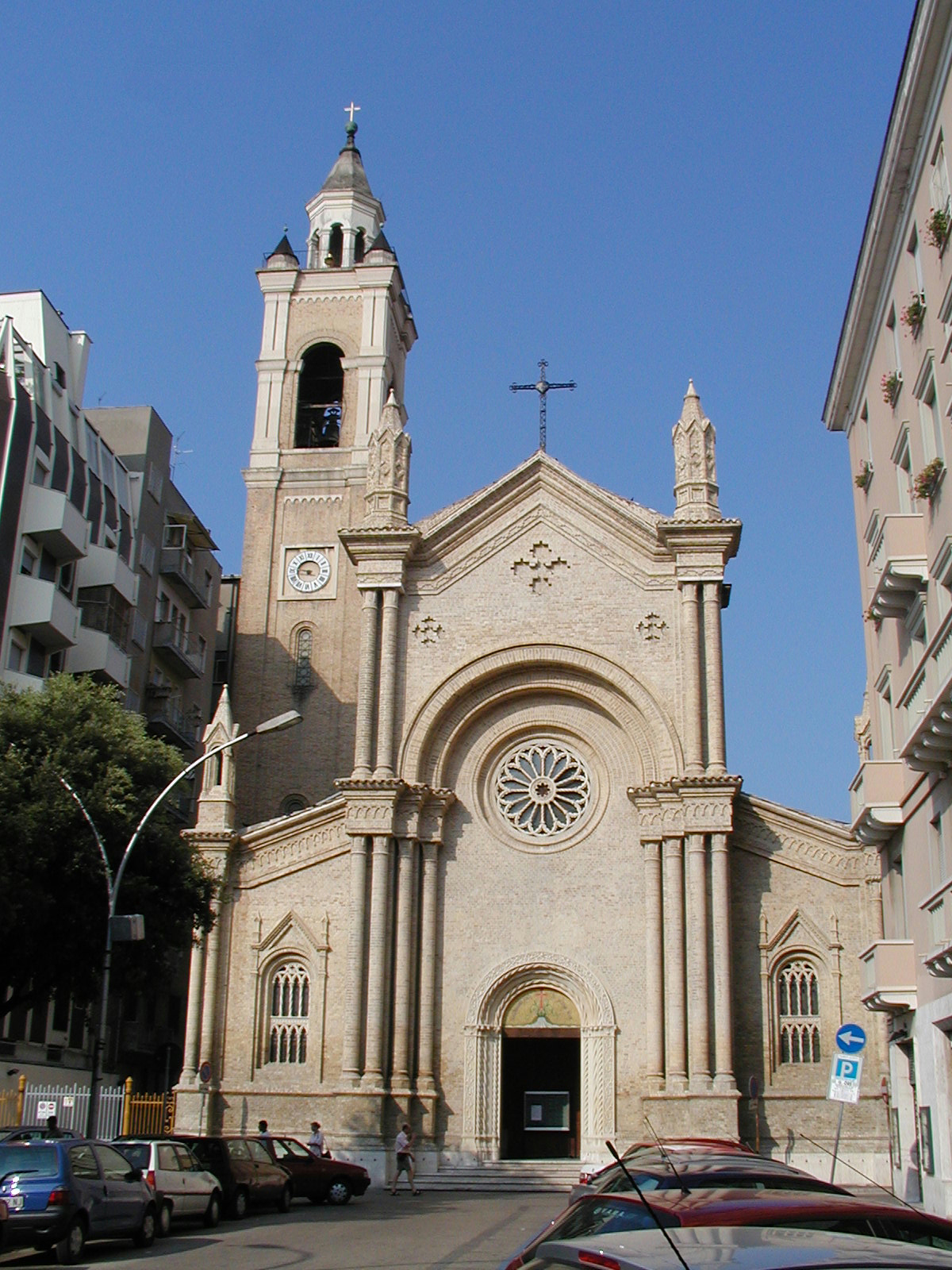
Kościół w Pescarze
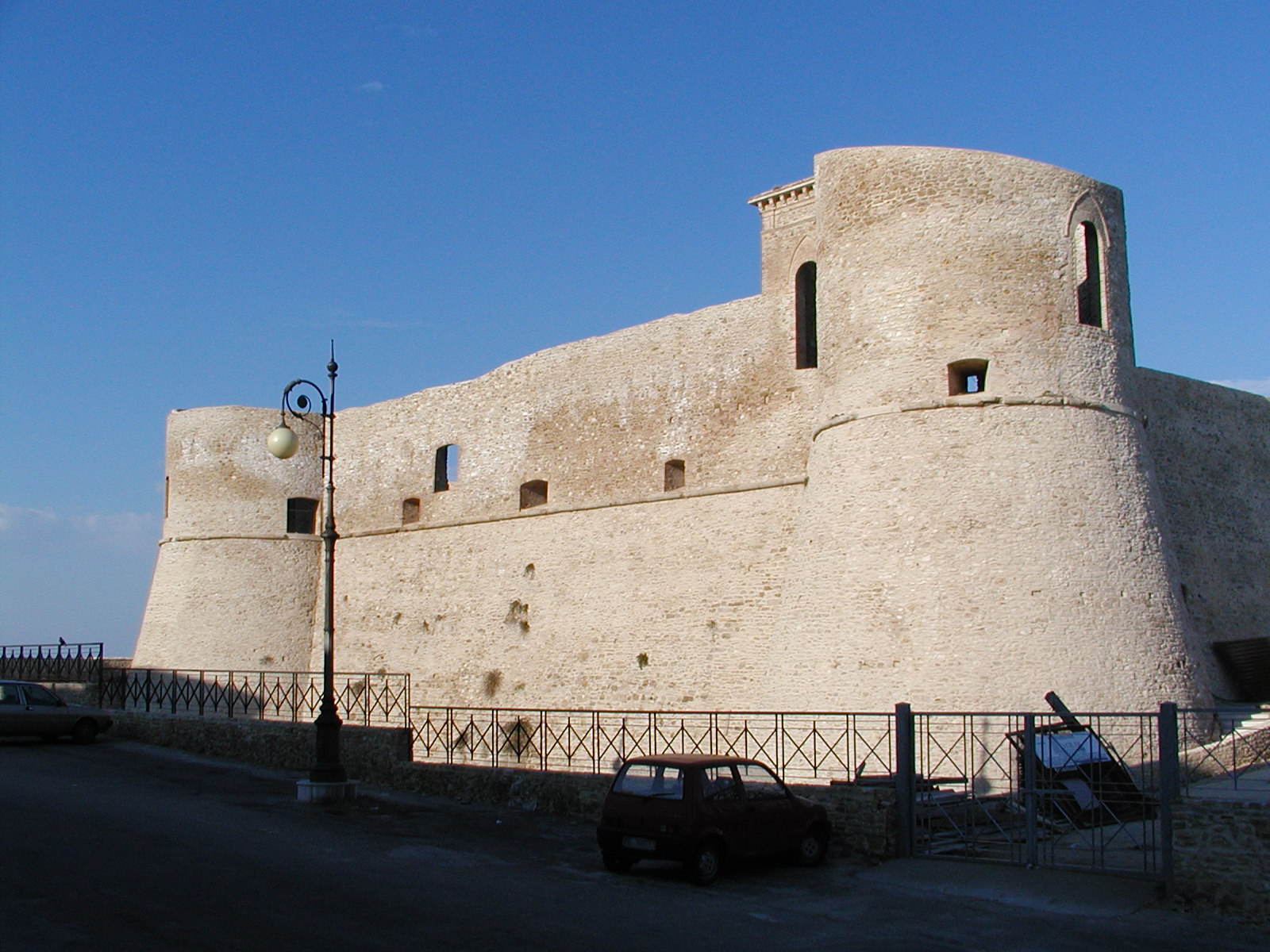
Zamek w Ortonie
Wieża katedry św. Justyna w Chieti
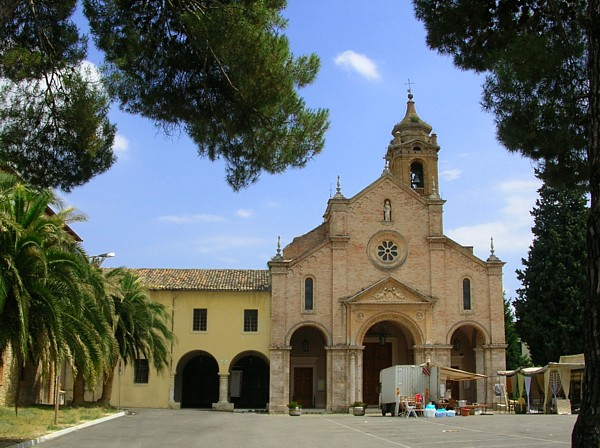
Santuario della Madonna delle Grazie w Teramo